# علم غينيا بيساو

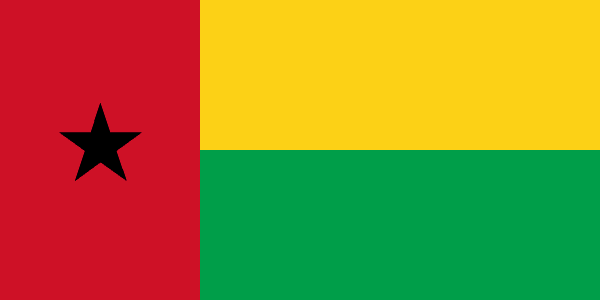
علم جمهورية غينيا بيساو

أعتمد هذا العلم رسميًا في جمهورية غينيا بيساو في 24 أيلول - سبتمبر من سنة 1973، يتكون علم جمهورية غينيا بيساو من أربعة ألوان هي الأحمر والأخضر والأصفر والأسود حيث يرمز اللون الأحمر إلى الدم التضحية في النضال من أجل الاستقلال والأخضر إلى الامل في المستقبل والأصفر يمثل الشمس وهي مصدر جميع أشكال الحياة والنجم الأسود يمثل قارة أفريقيا متحدة.

## التصميم
على غرار العلم السابق للرأس الأخضر، يستند العلم على علم الحزب الأفريقي لاستقلال غينيا والرأس الأخضر. تأسس الحزب في عام 1956 لحملة سلمية من أجل الاستقلال عن البرتغال خلال نظام إستادو نوفو، لكنه تحول إلى صراع مسلح في الستينات وكان أحد المتحاربين في حرب استقلال غينيا - بيساو. وقد استمد علم الحزب الأفريقي العلم من علم غانا، الذي كان أول تصميم يستخدم ألوان الوحدة الأفريقية الأحمر والأصفر والأخضر والأسود في عام 1957.

## الألوان
| (1973–حتى الآن)                      | أسود    | أحمر             | أصفر             | أخضر          |
| ------------------------------------ | ------- | ---------------- | ---------------- | ------------- |
| بانتون                               | Black c | 032c             | 109c             | 355c          |
| النموذج اللوني سيان ماجنتا أصفر أسود | 0-0-0-1 | 0-0.92-0.82-0.19 | 0-0.17-0.91-0.01 | 1-0-0.54-0.38 |
| النموذج اللوني أحمر أخضر أزرق        | 0-0-0   | 206-17-38        | 252-209-22       | 0-158-73      |
| ألوان الويب                          | #000000 | #CE1126          | #FCD116          | #009E49       |

## معرض

علم مقترح لغينيا البرتغالية (1965)
علم الحزب الأفريقي لتحرير غينيا والرأس الأخضر
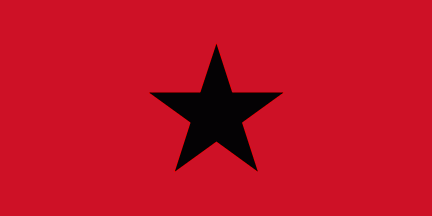
علم القوات المسلحة